# Mar de Castilla
Mar de Castilla es el nombre que recibe el conjunto de embalses formado por Almoguera, Bolarque, Entrepeñas, Estremera y Zorita, situados en el Tajo medio, y el de Buendía, en el bajo Guadiela, en la Alcarria Baja, entre las provincias de Guadalajara y Cuenca (España).
Su capacidad es de 2515 hm³ y los dos grandes lagos que lo componen, Entrepeñas y Buendía, sirven de abastecimiento al trasvase Tajo-Segura. Asimismo, cumplen funciones de riego, generación de electricidad, turismo y pesca.
El Mar de Castilla constituye la mayor área húmeda de la península ibérica.

## Historia
Los embalses de Entrepeñas y Buendía, en la cabecera del Tajo a su paso por la comarca de La Alcarria, y sus dos presas, se construyeron en los años 1950 para abastecer de energía eléctrica a Madrid. Se inundaron algunas de las mejores tierras de la comarca, pero al poco la actividad agraria se sustituyó por el negocio turístico de masas. 
La existencia de playas y un bien conservado entorno natural a lo largo de los embalses, hizo del Mar de Castilla un reclamo turístico en los años 1960, con la apertura de urbanizaciones veraniegas, merenderos y embarcaderos. 

## Entorno natural
La geografía del Mar de Castilla varía según la localización. Al norte, se presenta un paisaje de páramos y campiñas que los ríos han erosionado abriendo grandes cañones en algunos casos y en otros pequeños y quebrados barrancos. Al sur, en el entorno del embalse de Buendía, la zona es mucho más llana y abierta, más cercana a los paisajes de La Mancha.
La zona del Mar de Castilla se ubica en un entorno de bosque mediterráneo, donde el principal representante vegetal es la encina y el pino carrasco. 
Los embalses situados más al norte, como el de Bolarque, están encajonados entre laderas boscosas de la sierra de Altomira. Es un espacio natural protegido, cuyas hoces constituyen un corredor ecológico, en el que se da un microclima más cálido lo que facilita el crecimiento del pino carrasco, sabina negra y algún endemismo (como Anthirrhinum microphyllum o Limonium erectus) y vegetación típica levantina, en contraste con la típica vegetación alcarreña. Es una zona catalogada como ZEC (Zona de Especial Conservación de la Red Natura 2000) y también como ZEPA (Zona de Especial Protección para las Aves).

## Turismo
A pesar del lento declive que el Mar de Castilla ha ido presentando en las últimas décadas, aún conserva reclamos turísticos. El entorno es propicio para el desarrollo del turismo rural, con multitud de casas rurales en los municipios ribereños. En los márgenes boscosos de los embalses se han diseñado rutas aptas para todos los públicos de diferentes distancias y dificultades, que se reseñan convenientemente, para que cada persona pueda evaluar sus posibilidades. En total son más de 525 kilómetros de itinerarios descritos en 46 rutas distintas, siendo una de las más conocidas la Ruta de las Caras (en Buendía). 
En los embalses de mayor tamaño se pueden desarrollar actividades náuticas, por su fácil accesibilidad y gran calidad ambiental. Se pueden realizar paseos en barco, así como desarrollar actividades de remo o incluso hay playas bien acondicionadas y con fácil acceso para el baño.
La costa del Mar de Castilla posee multitud de Clubes Náuticos y embarcaderos. También es popular la pesca deportiva, ya que se han capturado ejemplares de lucio de más de 4 kg, así como barbos de más de 10 kg, carpas, perca sol, black bass o trucha.